# Living Proof (Cher)
Living Proof è il 25º album in studio della cantante statunitense Cher, pubblicato in tutto il mondo tra la fine del 2001 e l'inizio del 2002.

## Descrizione
Il disco presenta 12 tracce classificabili tra il pop e la dance house. Per promuovere l'album Cher ha intrapreso il The Farewell Tour, durato tre anni. Tra gli apri concerto ci sono stati i Village People, Cyndi Lauper e Caroline Reid, nei panni di Pam Ann, che ha aperto i concerti britannici.

## Accoglienza e successo commerciale
Massicciamente pubblicizzato dalla Warner, che voleva emulare il successo del precedente album di Cher (Believe del 1998), il disco debuttò molto alto nelle classifiche di mezzo mondo. 
Le critiche furono molto positive..
Nonostante l'ottima partenza, l'album nel giro di poche settimane sparì dalle charts internazionali.
L'album raggiunse la 27ª posizione nella classifica italiana (FIMI). Ad oggi l'album ha venduto oltre 5 milioni di copie nel mondo.

## Tracce
1. The Music's No Good Without You – 4:42
2. Alive Again – 4:18
3. (This Is) A Song for the Lonely – 4:00
4. A Different Kind of Love Song – 3:50
5. Rain, Rain – 4:42
6. Love So High – 4:32
7. Body to Body, Heart to Heart – 3:59
8. Love Is a Lonely Place Without You – 3:53
9. Real Love – 3:54
10. Love One Another – 3:44
11. You Take It All – 4:53
12. When the Money's Gone – 4:39